# Salvelinus andriashevi
Salvelinus andriashevi es una especie de pez de la familia Salmonidae en el orden de los Salmoniformes.

## Morfología
• Los machos pueden llegar alcanzar los 29,9 cm de longitud total.

## Hábitat
Es bentopelágico y de agua dulce.

## Distribución geográfica
Se encuentra en Europa: lago Estikhet.